# Japanese Federation of the Deaf
La Japanese Federation of the Deaf (in lingua italiana  Federazione dei Sordi Giapponesi  ( 財団法人全日本ろうあ連盟 ?,  Zaidan hōjin zen-nihon rōa renmei )) è l'associazione della comunità sorda giapponese.